# 電波法関係手数料令
電波法関係手数料令（でんぱほうかんけいてすうりょうれい）は、電波法令に基づく行為に関する手数料を定める政令である。

## 構成
2023年（令和5年）12月25日現在
第1条 定義等
第2条 無線局の免許申請手数料
第3条 落成後の検査手数料
第4条 変更検査手数料
第4条の2 検査等事業者の登録更新申請手数料
第5条 無線局に関する情報提供手数料
第6条 特定無線局の免許申請手数料
第7条 開設計画の認定申請手数料
第8条 無線局の登録申請手数料
第9条
第10条 型式検定手数料
第11条 登録証明機関の登録更新申請手数料
第11条の2 修理業者の登録申請手数料
第11条の3 登録修理業者の変更登録申請手数料
第12条 講習手数料
第13条 無線従事者国家試験手数料
第14条 無線従事者の免許申請手数料
第15条 船舶局無線従事者証明申請手数料
第16条 船舶局無線従事者証明に係る訓練の手数料
第17条
第18条 免許状等の再交付申請手数料
第19条 無線設備等保守認定規程の認定手数料
第20条 定期検査手数料
第21条 較正手数料
第22条 手数料の納付方法等
附則

## 概要
政令に手数料が定められているのは、国の歳入にかかわる行為であり、これを所管する財務省（従前は大蔵省）との調整が必要だからである。
電波法令に基づく行為であっても無線従事者養成課程の講習手数料や登録検査等事業者等の点検・検査手数料は規定されていない。これらの制度は制定当初から民間事業者が実施することとされていたからである。
逆に、無線従事者国家試験手数料や（主任無線従事者）講習手数料は指定機関が行う場合でもあっても本政令の手数料額が適用される。指定機関は国の業務を代行するものだからである。
技術基準適合証明（工事設計認証を含む。）についても証明機関が指定制であったときは手数料額が定められていたが、登録制にかわって以降は削除された。
納付
収入印紙を申請書等に貼付することによる。但し、情報通信技術利用法の規定による方法は除く。
- インターネット申請によるものはPay-easyによることとなる。なお、これを利用すると手数料が減額される。

また、民間の指定機関および情報通信研究機構が実施するものについてはそれらの機関が指定する方法による。この場合、それら機関の収入となり国の収入とはならない。

## 沿革
1950年（昭和25年）- 昭和25年政令第174号として制定
- 第1条が手数料の種類
- 第2条が手数料の納付方法
- 別表に手数料が規定されていた。
  - 手数料の納付は収入印紙を申請書等に貼付することとされた。

1958年（昭和33年）- 昭和33年政令第307号として全部改正、当初の構成は次のとおり。
第1条 定義
第2条 無線局の免許申請手数料
第3条 落成後の検査手数料
第4条 変更検査手数料
第5条 型式検定手数料
第6条 無線従事者国家試験手数料
第7条 無線従事者の免許申請手数料
第8条 免許状又は免許証の再交付申請手数料
第9条 定期検査手数
第10条 型式検定手数料
第11条 手数料の納付方法等
1981年（昭和56年）- 昭和56年政令第323号による一部改正
- 第5条の2 技術基準適合証明手数料が追加された。
  - 指定機関への手数料の納付はその機関が指定する方法によることとされた。

1983年（昭和58年）- 昭和58年政令第28号による一部改正
- 第7条の2 船舶局無線従事者証明申請手数料
- 第7条の3 船舶局無線従事者証明に係る訓練の手数料
- 第7条の4

が追加された。
- 第8条 免許状又は免許証の再交付申請手数料

が、
- 第8条 免許状等の再交付申請手数料

と改定
1989年（平成元年）- 平成元年政令326号による一部改正
- 第5条の3 講習手数料が追加された。
- 無線従事者の種別再編に伴い国家試験手数料が全面改正

1990年（平成2年）- 平成2年政令217号による一部改正
- 海上無線通信士の国家試験手数料が追加

1997年（平成9年）- 平成9年政令第298号による一部改正
- 第4条の2 事業者の点検能力の認定手数料
- 第4条の3 特定無線局の免許申請手数料
- 第9条の2 較正手数料

が追加
1999年（平成11年）- 平成11年政令第36号による一部改正
第5条の3 講習手数料
が、
第5条の3 特定無線設備の工事設計についての認証手数料
第5条の4 講習手数料
と改定
2003年（平成15年）
- 平成15年政令第25号による一部改正

第4条の3 特定無線局の免許申請手数料
第4条の4 開設計画の認定申請手数料
が、
第4条の3 無線局に関する情報提供手数料
第4条の4 開設計画の認定申請手数料
第4条の5 特定無線局の免許申請手数料
と改定
- 平成15年政令第501号による一部改正

第5条の2 技術基準適合証明手数料
第5条の3 特定無線設備の工事設計についての認証手数料
が、
第5条の2 登録証明機関の登録手数料
第5条の3 登録証明機関の登録更新手数料
と改定
2004年（平成16年）- 平成16年政令第12号による一部改正
- インターネット申請について規定された。

2005年（平成17年）
- 平成17年政令第101号による一部改正

第4条の2 事業者の点検能力の認定手数料
第4条の3 無線局に関する情報提供手数料
第4条の4 開設計画の認定申請手数料
第4条の5 特定無線局の免許申請手数料
が、
第4条の2 無線局に関する情報提供手数料
第4条の3 開設計画の認定申請手数料
第4条の4 特定無線局の免許申請手数料
と改められた。
第5条の2 登録証明機関の登録手数料
第5条の3 登録証明機関の登録更新手数料
第5条の4 講習手数料
が、
第5条の2 登録証明機関の登録更新手数料
第5条の3 講習手数料
と改定
- 平成17年政令第159号による一部改正

第4条の2 無線局に関する情報提供手数料
第4条の3 開設計画の認定申請手数料
第4条の4 特定無線局の免許申請手数料
第5条 型式検定手数料
第5条の2 登録証明機関の登録手数料
第5条の3 講習手数料
第6条 無線従事者国家試験手数料
第7条 無線従事者の免許申請手数料
第7条の2 船舶局無線従事者証明申請手数料
第7条の3 船舶局無線従事者証明に係る訓練の手数料
第7条の4
第8条 免許状等の再交付申請手数料
第9条 定期検査手数料
第9条の2 較正手数料
が、
第5条 無線局に関する情報提供手数料
第6条 特定無線局の免許申請手数料
第7条 開設計画の認定申請手数料
第8条 無線局の登録申請手数料
第9条
第10条 型式検定手数料
第11条 登録証明機関の登録更新手数料
第12条 講習手数料
第13条 無線従事者国家試験手数料
第14条 無線従事者の免許申請手数料
第15条 船舶局無線従事者証明申請手数料
第16条 船舶局無線従事者証明に係る訓練の手数料
第17条
第18条 免許状等の再交付申請手数料
第19条 定期検査手数料
第20条 較正手数料
と改定
2010年（平成22年）- 平成22年政令第119号による一部改正
第2条 無線局の免許申請手数料　乙表追加
第7条 開設計画の認定手数料　第2項新設
- 移動受信用地上放送（現・移動受信用地上基幹放送）をする特定基地局に関する規定を追加

2011年（平成23年）- 平成23年政令第181号による一部改正
- 第4条の2 検査等事業者の登録更新申請手数料が追加

2015年（平成27年）- 平成27年政令第59号による一部改正
- 第11条の2 修理業者の登録申請手数料
- 第11条の3 登録修理業者の変更登録申請手数料

が追加
2018年（平成30年）- 平成30年政令第219号による一部改正
第19条 定期検査手数料
第20条 較正手数料
第21条 手数料の納付方法等
が、
第19条 無線設備等保守認定規程の認定手数料
第20条 定期検査手数料
第21条 較正手数料
第22条 手数料の納付方法等
と改定
2019年（令和元年）- 令和元年政令第162号による一部改正
第12条 講習手数料
第13条 無線従事者国家試験手数料
- 国家試験手数料および（主任無線従事者講習手数料が改定